# Viola Livetti
Viola Livetti de Almada fue una tenista argentina que llegó a ser la número uno de su país en 1961. Surgió del Cordoba Lawn Tennis Club.
Tras haber perdido las finales de 1953, contra la rumana Edda Buding y de 1956, contra su compatriota June Hanson, fue dos veces campeona del Campeonato del Río de la Plata. Lo ganó en 1957 (derrotó a Nora Bonifacino de Somoza 6-4 y 6-1) y en 1961 a Norma Baylon (6-4, 4-6 y 6-3).
Asimismo, ganó los dobles del mismo torneo en 1953 (formó pareja con Felisa Piédrola de Zappa y derrotaron en la final a June Hanson y Edda Buding) y en 1962 (junto a Norma Baylon derrotaron en la final a Graciela Lombardi y Mabel Bove) y perdió las finales de 1951, 1952 y 1954.
Representó a su país en los Juegos Panamericanos de 1955 celebrados en México, donde fue eliminada en los cuartos de final. Durante su estadía en México fue entrevistada por el Che Guevara en el club de tenis de Chapultepec, del Distrito Federal. Se conocían de la adolescencia, ya que habían compartido partidos de ping pong en el Cordoba Lawn Tennis Club.